# CaraMail
Cet article possède un paronyme, voir caramel.
CaraMail fut l'un des plus importants portails Web communautaires francophones puis la messagerie web attitrée du portail Lycos français. Après avoir essayé de renaître sous l'intitulé « Jubii par CaraMail », la marque est rachetée en 2009 par l'allemand United Internet, qui l'a transférée dans son service de messagerie Global Mail Exchange (GMX) pour s'ouvrir au marché français et GMX devient « GMX CaraMail ».

## Histoire

### Naissance d'une grande communauté francophone
CaraMail est d'abord une messagerie web créée en 1997 par les fondateurs du moteur de recherche Lokace : Orianne Garcia, Alexandre Roos, Christophe Schaming, Philippe Payan, Thierry Lunati et Marc Reeb. Son nom joue sur l'homophonie avec « caramel ».
Très vite, le site se développe et offre de nouveaux services soit notamment un chat, des forums, le magazine Carazine, l'annuaire Carafuté, le système de sauvegarde de documents Caramalette, la plateforme d'enchère Caraplazza, etc. De plus en plus d'internautes fréquentent le site, son chat étant particulièrement populaire (jusqu'à 40 000 connexions simultanées en 2003) et CaraMail devient une des communautés d'utilisateurs francophones les plus importantes.

### 2000: Reprise par Lycos Europe

Lycos CaraMail.

En 2000, quelques mois avant l'éclatement de la bulle internet, le site est revendu à Spray Network pour 150 millions de francs,. Spray est à son tour absorbé par Lycos Europe quelques mois plus tard. CaraMail intègre alors le portail Lycos français et n'a ainsi plus d'interface propre. Pour y accéder, il faut cliquer sur un onglet.
Cette intégration est parfois mal vécue par ses utilisateurs. En effet, ils rencontrent de nombreux problèmes techniques. Aussi, certains services finissent par disparaître.
Le chat à l'interface simpliste mais efficace est bientôt remplacé par un chat similaire à tous ceux visibles sur les portails de Lycos Europe. Mais ce chat au thème graphique s'inspirant de l'univers de la croisière ne connaîtra pas le même succès.
La tentative de promouvoir un « CaraMail Messenger » échoue.
Bientôt, CaraMail ne semble plus qu'être le webmail attitré du portail Lycos France soit l'équivalent de Lycos mail dans les autres pays européens. L'aspect communautaire de la marque tend ainsi à s'effacer.
Aussi, après avoir réalisé des résultats honorables jusqu'en 2003 avec un pic d'utilisateurs de 28 millions de comptes, CaraMail voit sa fréquentation commencer à chuter considérablement. La fréquentation du chat, notamment, passe de 30 000 à 3 000 connexions simultanées environ.

### Tentative avortée de renouveau avec Jubii

Jubii bêta par CaraMail.

En 2007, Lycos promeut une nouvelle plateforme de webmail offrant divers services annexes. En France, le portail, intitulé « Jubii par CaraMail », se présente comme le successeur de cette marque. L'esprit communautaire semble de retour avec le rassemblement sous une même griffe de divers services relevant du chat, du blog, des rencontres ou encore du partage de fichiers… Mais ces services ferment en 2009, Lycos Europe devenue Lycos Network Europe mettant fin à ses activités non rentables.

### 2009: Rachat par United Internet, puis intégration de CaraMail dans GMX

GMX CaraMail.

En février 2009, l'allemand United Internet achète les noms de domaines inhérents à CaraMail et les remet à disposition des utilisateurs. United Internet lance à cette occasion sa marque GMX en France, devenue GMX CaraMail, et offre aux utilisateurs de CaraMail la possibilité de conserver leurs adresses de courrier électronique et de les utiliser avec le nouveau service de messagerie Global Mail Exchange (GMX). Les nouveaux utilisateurs peuvent également ouvrir une adresse @caramail.fr ou caramail.com fonctionnant avec la messagerie web Global Mail Exchange (GMX). Une nouvelle messagerie web est proposée, permettant outre l'accès à la messagerie d'une capacité de 5 Go, des fonctions renforcées de sécurité (antispam et antivirus) et la possibilité de recevoir et d'envoyer des courriers électroniques depuis d'autres adresses (dont Yahoo, Hotmail et Gmail) via le système du Mail Collector.

## UnChatpopulaire
À l'époque de Caramail, beaucoup d'interfaces de chat inventent leur propre style ou mettaient en avant leur fonctionnement.
Le chat de Caramail est épuré mais intuitif de prise en main. Parmi les points forts de l'interface initiale :
- un affichage proche des interfaces d'IRC mais avec beaucoup de fonctions intégrées de façon graphique, avec davantage de boutons pour des fonctions basiques comme « message privé », « ignorer », « entrer » dans un salon, etc. ;
- la possibilité de réserver et enregistrer plusieurs alias de chat à partir d'un même compte (et même recevoir des courriels), sans avoir à enregistrer chaque alias sur chaque salon ;
- des fonctions annexes telles que les « amis » et la possibilité de listes ;
- un accès facile à une multitude de salons ou la possibilité de s'en créer un sur simple clic ;
- la possibilité d'utiliser des salons privés toujours via interface graphique ;
- des smileys d'un graphisme sobre et efficace[10], faciles à intégrer en frappe directe grâce à des combinaisons de caractères simples et intuitives (un standard repris sur d'autres supports) d'une variété correcte pour l'époque mais surtout d'une versatilité, pour relative qu'elle était, très intuitive et surtout très populaire[11] -- ils étaient accessibles aussi sur simple clic dans l'un des onglets de l'interface, avec des spéciaux aux thèmes de plus en plus variés au fil des ans[12].

L'un des smileys emblématiques de cet héritage reste le « grand sourire » encodé :-$.

### Controverse
L'une des controverses marquantes de cette interface vient alors de l'intégration de smileys vulgaires tels que fessiers, crottes, etc. Cela donne parfois lieu à des trollages de conversation, encore que la fonction « ignorer » permet à peu de frais de ne pas lire un intervenant.
Parmi les questions clichés dès les années 1990 arrive en tête de liste la demande « âge, sexe et ville », souvent abrégée en ASV. C'est devenu une sorte de mème Internet caricaturant les conversations sur sites de rencontre bien avant Meetic et consorts. L'interface de Caramail permettait en effet de voir la ville et l'âge d'un participant (ou de s'en saisir d'autres, notamment à l'occasion de jeux de rôle en chat) et d'effectuer des recherches de tchatteurs par alias ou par ville.